# Edelmiro Arévalo
Edelmiro Arévalo (7 gennaio 1929 – 3 gennaio 2008) è stato un calciatore paraguaiano, di ruolo difensore.

## Carriera

### Club
Tra il 1958 e il 1961 ha giocato con l'Olimpia, vincendo tre campionati paraguaiani consecutivi.

### Nazionale
In Nazionale ha partecipato ai Mondiali del 1958 in Svezia.

## Palmarès

### Club
- Campionati paraguaiani: 3

Olimpia: 1958, 1959, 1960

## Statistiche

### Cronologia parziale delle presenze e reti in Nazionale
| Cronologia completa delle presenze e delle reti in nazionale ― Paraguay | Cronologia completa delle presenze e delle reti in nazionale ― Paraguay | Cronologia completa delle presenze e delle reti in nazionale ― Paraguay | Cronologia completa delle presenze e delle reti in nazionale ― Paraguay | Cronologia completa delle presenze e delle reti in nazionale ― Paraguay | Cronologia completa delle presenze e delle reti in nazionale ― Paraguay | Cronologia completa delle presenze e delle reti in nazionale ― Paraguay | Cronologia completa delle presenze e delle reti in nazionale ― Paraguay |
| Data                                                                    | Città                                                                   | In casa                                                                 | Risultato                                                               | Ospiti                                                                  | Competizione                                                            | Reti                                                                    | Note                                                                    |
| ----------------------------------------------------------------------- | ----------------------------------------------------------------------- | ----------------------------------------------------------------------- | ----------------------------------------------------------------------- | ----------------------------------------------------------------------- | ----------------------------------------------------------------------- | ----------------------------------------------------------------------- | ----------------------------------------------------------------------- |
| 20-6-1957                                                               | Bogotà                                                                  | Colombia                                                                | 2 – 3                                                                   | Paraguay                                                                | Mondiali 1958 - Qualificazioni                                          | -                                                                       |                                                                         |
| 7-7-1957                                                                | Asunción                                                                | Paraguay                                                                | 3 – 0                                                                   | Colombia                                                                | Mondiali 1958 - Qualificazioni                                          | -                                                                       |                                                                         |
| 14-7-1957                                                               | Asunción                                                                | Paraguay                                                                | 5 – 0                                                                   | Uruguay                                                                 | Mondiali 1958 - Qualificazioni                                          | -                                                                       |                                                                         |
| 28-7-1957                                                               | Montevideo                                                              | Uruguay                                                                 | 2 – 0                                                                   | Paraguay                                                                | Mondiali 1958 - Qualificazioni                                          | -                                                                       |                                                                         |
| 8-6-1958                                                                | Norrköping                                                              | Francia                                                                 | 7 – 3                                                                   | Paraguay                                                                | Mondiali 1958 - Gironi                                                  | -                                                                       |                                                                         |
| 11-6-1958                                                               | Norrköping                                                              | Paraguay                                                                | 3 – 2                                                                   | Scozia                                                                  | Mondiali 1958 - Gironi                                                  | -                                                                       |                                                                         |
| 15-6-1958                                                               | Eskilstuna                                                              | Paraguay                                                                | 3 – 3                                                                   | Jugoslavia                                                              | Mondiali 1958 - Gironi                                                  | -                                                                       |                                                                         |
| Totale                                                                  |                                                                         | Presenze                                                                | 7                                                                       |                                                                         | Reti                                                                    | 0                                                                       |                                                                         |